# Équipe de Tunisie de volley-ball en 2009
L'équipe de Tunisie de volley-ball commence sa préparation par une double opposition contre la Macédoine. Une semaine après, elle met le cap sur Skopje où elle termine 4e au trophée de la Macédoine après deux défaites et une seule victoire. Aux Jeux méditerranéens de Pescara, les coéquipiers de Hosni Karamosli (en) débutent la compétition par trois victoires consécutives avant de perdre leurs trois derniers matchs pour finir en quatrième position. L'équipe reprend sa préparation en vue du tournoi qualificatif au championnat du monde 2010 et du championnat d'Afrique. Elle se classe 4e à la coupe du président du Kazakhstan avec un bilan de deux succès et trois défaites, puis elle dispute à Tunis une série de matchs amicaux face à l'Estonie. Au premier match du tournoi de qualification au Mondial d'Italie, l'équipe bat le Mozambique sur un score net. Le lendemain, elle évite le pire en s'imposant au tie-break face au Kenya. Au match final de ce tournoi quadrangulaire, l'équipe s'impose face à l'Algérie et détient sa troisième qualification consécutive toujours aux dépens des Algériens. Six semaines après cette précieuse qualification, les tunisiens réalisent leur pire performance au championnat d'Afrique en prenant une décevante cinquième place, ce qui a coûté la place de l'entraîneur franco-serbe Veljko Basić.

## Matchs
| Date              | Lieu                                | Adversaire          | Score                               | Durée  | Compétition | Meilleur marqueur   | Référence |
| 3 février 2009    | Salle olympique de Sousse Sousse    | Paris Volley        | 0-5                                 | -      | A           | -                   | Aisne     |
| 4 février 2009    | Salle olympique de Sousse Sousse    | FL Saint-Quentin    | 1-3                                 | -      | A           | -                   |           |
| 4 juin 2009       | Salle olympique de Sousse Sousse    | Macédoine du Nord   | 1-3 (25-27 28-26 21-25 19-25)       | -      | A           | -                   |           |
| 5 juin 2009       | Salle olympique de Sousse Sousse    | Macédoine du Nord   |                                     | -      | A           | -                   |           |
| 12 juin 2009      | Hall "City Park" Skopje Skopje      | Macédoine du Nord   | 1-3 (18-25 22-25 25-23 23-25)       | -      | A           | -                   |           |
| 13 juin 2009      | Hall "City Park" Skopje Skopje      | Slovénie            | 2-3                                 | -      | A           | -                   |           |
| 14 juin 2009      | Hall "City Park" Skopje Skopje      | Monténégro          | 3-2                                 | -      | A           | -                   |           |
| 29 juin 2009      | Montesilvano Sports Hall Pescara    | Turquie             | 3-1 (25-23 22-25 25-22 25-22)       | 1 h 44 | JMPT        | Marouane Garci (24) | SOJM TVF  |
| 1er juillet 2009  | Montesilvano Sports Hall Pescara    | Monténégro          | 3-0 (26-24 25-17 25-23)             | 1 h 24 | JMPT        | Marouane Garci (23) | SOJM      |
| 2 juillet 2009    | Montesilvano Sports Hall Pescara    | Albanie             | 3-0 (25-15 25-21 26-24)             | 1 h 16 | JMPT        | Marouane Garci (25) | SOJM      |
| 3 juillet 2009    | Montesilvano Sports Hall Pescara    | Espagne             | 2-3 (21-25 25-19 25-22 17-25 08-15) | 1 h 50 | JMPT        | Marouane Garci (15) | SOJM      |
| 4 juillet 2009    | Tricalle Sports Hall Pescara        | Italie              | 0-3 (22-25 19-25 16-25)             | 1 h 8  | JMDF        | Marouane Garci (15) | SOJM      |
| 5 juillet 2009    | Tricalle Sports Hall Pescara        | Slovénie            | 0-3 (18-25 23-25 19-25)             | 1 h 11 | JM3e        | Marouane Garci (14) | SOJM      |
| 21 juillet 2009   | Öskemen                             | Estonie             | 1-3 (20-25 25-23 22-25 17-25)       | -      | CPK         |                     | SGKZ      |
| 22 juillet 2009   | Öskemen                             | Russie B            | 0-3 (23-25 21-25 21-25)             | -      | CPK         |                     | SGKZ      |
| 23 juillet 2009   | Öskemen                             | Kazakhstan          | 2-3 (20-25 16-25 26-24 25-17 17-19) | -      | CPK         |                     |           |
| 25 juillet 2009   | Öskemen                             | Kazakhstan B        | 3-0 (25-17 25-18 25-20)             | -      | CPK         |                     | YKA       |
| 26 juillet 2009   | Öskemen                             | Lokomotiv-Izoumroud | 3-1 (25-18 25-21 18-25 25-17)       | -      | CPK         |                     |           |
| 4 août 2009       | Monastir                            | Estonie             | 3-1 (25-22 25-22 24-26 25-20)       | -      | A           |                     |           |
| 5 août 2009       | Monastir                            | Estonie             | 3-2                                 | -      | A           |                     |           |
| 6 août 2009       | Monastir                            | Estonie             | 0-3 (22-25 23-25 23-25)             | -      | A           |                     | SPEE      |
| 14 août 2009      | Palais des sports d'El Menzah Tunis | Mozambique          | 3-0 (25-10 25-13 25-15)             | 1 h 0  | TQCM        | Marouane Garci (11) | FIVB      |
| 15 août 2009      | Palais des sports d'El Menzah Tunis | Kenya               | 3-2 (18-25 19-25 25-23 25-17 15-13) | 1 h 57 | TQCM        | Marouane Garci (28) | FIVB      |
| 16 août 2009      | Palais des sports d'El Menzah Tunis | Algérie             | 3-1 (25-19 27-25 20-25 25-22)       | 1 h 51 | TQCM        | Marouane Garci (23) | FIVB      |
| 15 septembre 2009 | Salle Steredenn Saint-Brieuc        | Saint-Brieuc CAVB   | 3-1 (28-26 19-25 25-21 25-16)       |        | A           | -                   | OF        |
| 16 septembre 2009 | Rennes                              | Rennes Volley 35    | 3-2 (25-18 25-23 20-25 22-25 17-15) | 1 h 42 | A           | -                   |           |
| 17 septembre 2009 | Halle des sports Quimper            | Tours Volley-Ball   | 0-3 (18-25 16-25 25-27)             |        | A           | -                   |           |
| 18 septembre 2009 | Halle des sports Quimper            | Knack Roeselare     | 3-2 (25-22 22-25 17-25 25-23 15-13) |        | A           | -                   | knack     |
| 19 septembre 2009 | Halle des sports Quimper            | Saint-Brieuc CAVB   | 3-2 (26-28 25-18 20-25 25-21 15-8)  |        | A           | -                   | OF        |
| 27 septembre 2009 | Salle de la commune urbaine Tétouan | Botswana            | 3-0 (25-19 25-10 25-18)             | 1 h 14 | CHAN        | -                   |           |
| 28 septembre 2009 | Salle de la commune urbaine Tétouan | Gabon               | 3-0 (25-13 25-16 25-19)             | 1 h 4  | CHAN        | -                   |           |
| 30 septembre 2009 | Salle de la commune urbaine Tétouan | Égypte              | 1-3 (27-25 23-25 20-25 20-25)       | 1 h 35 | CHAN        | -                   |           |
| 1er octobre 2009  | Salle de la commune urbaine Tétouan | Algérie             | 0-3 (22-25 22-25 22-25)             | 1 h 11 | CHAN        | -                   |           |
| 3 octobre 2009    | Salle de la commune urbaine Tétouan | Afrique du Sud      | 3-0 (25-13 25-11 25-16)             | 0 h 55 | CHAN        | -                   |           |
| 4 octobre 2009    | Salle de la commune urbaine Tétouan | Libye               | 3-1 (14-25 25-23 25-15 25-19)       | 1 h 22 | CHAN        | -                   |           |

JM : match des Jeux méditerranéens 2009.
CPK: match du Coupe du président du Kazakhstan.
TQCM : match du tournoi de qualification au championnat du monde 2010.

CHAN : match du championnat d'Afrique 2009
PTPremier tour
DFDemi-finale
3eMatch pour la 3e place

## Sélections

### Sélection pour lesJeux méditerranéens 2009
| No                                     | Nom                                    | Date de naissance                      | Taille | Poids | Poste                        | Club                         |
| -------------------------------------- | -------------------------------------- | -------------------------------------- | ------ | ----- | ---------------------------- | ---------------------------- |
| 2                                      | Ahmed Kadhi                            | 19 avril 1989                          | 198    | 97    | Central                      | CO Kélibia                   |
| 3                                      | Saifeddine El Majid                    | 10 septembre 1984                      | 197    | 91    | Passeur                      | CO Kélibia                   |
| 4                                      | Marouane Garci                         | 21 mars 1988                           | 194    | 73    | Attaquant                    | Étoile du Sahel              |
| 5                                      | Chokri Jouini                          | 25 avril 1989                          | 191    | 70    | Attaquant                    | Espérance de Tunis           |
| 7                                      | Ilyès Karamosli                        | 22 août 1989                           | 194    | 83    | Réceptionneur-attaquant      | Espérance de Tunis           |
| 8                                      | Mohamed Ben Slimane (en)               | 19 novembre 1981                       | 187    | 73    | Passeur                      | Étoile du Sahel              |
| 9                                      | Khaled Belaïd (en)                     | 30 décembre 1973                       | 195    | 82    | Réceptionneur-attaquant      | Espérance de Tunis           |
| 10                                     | Walid Ben Abbes (en)                   | 19 juin 1980                           | 186    | 76    | Attaquant                    | Étoile du Sahel              |
| 12                                     | Anouer Taouerghi                       | 17 août 1983                           | 178    | 76    | Libero                       | Club sfaxien                 |
| 14                                     | Bilel Ben Hassine                      | 22 juin 1983                           | 201    | 90    | Central                      | Club sfaxien                 |
| 15                                     | Mehdi Gara (en)                        | 1er mars 1981                          | 189    | 78    | Attaquant                    | CO Kélibia                   |
| 18                                     | Hosni Karamosli (en)                   | 1er juin 1980                          | 197    | 82    | Attaquant                    | Club sfaxien                 |
|                                        |                                        |                                        |        |       |                              |                              |
| Encadrement technique                  | Encadrement technique                  |                                        |        |       | Légende                      | Légende                      |
| Entraîneur : Veljko Basić              | Entraîneur : Veljko Basić              | Entraîneur : Veljko Basić              |        |       | : Capitaine                  | : Capitaine                  |
| Entraîneur(s) adjoint(s) : Atef Loukil | Entraîneur(s) adjoint(s) : Atef Loukil | Entraîneur(s) adjoint(s) : Atef Loukil |        |       | : Joueur blessé actuellement | : Joueur blessé actuellement |
| Manager général : Belhassen Boukhtioua |                                        |                                        |        |       |                              |                              |

### Sélection pour lechampionnat d'Afrique 2009
| No                                     | Nom                                    | Date de naissance                      | Taille | Poids | Poste                        | Club                         |
| -------------------------------------- | -------------------------------------- | -------------------------------------- | ------ | ----- | ---------------------------- | ---------------------------- |
| 3                                      | Saifeddine El Majid                    | 10 septembre 1984                      | 197    | 91    | Passeur                      | CO Kélibia                   |
| 4                                      | Marouane Garci                         | 21 mars 1988                           | 194    | 73    | Attaquant                    | Étoile du Sahel              |
| 5                                      | Khaled Belaïd (en)                     | 30 décembre 1973                       | 195    | 82    | Réceptionneur-attaquant      | Espérance de Tunis           |
| 6                                      | Skander Ben Tara                       | 22 janvier 1985                        | 200    | 90    | Central                      | Espérance de Tunis           |
| 7                                      | Ilyès Karamosli                        | 22 août 1989                           | 194    | 83    | Réceptionneur-attaquant      | Espérance de Tunis           |
| 8                                      | Mohamed Ben Slimane (en)               | 19 novembre 1981                       | 187    | 73    | Passeur                      | Étoile du Sahel              |
| 9                                      | Chokri Jouini                          | 25 avril 1989                          | 191    | 70    | Attaquant                    | Espérance de Tunis           |
| 10                                     | Walid Ben Abbes (en)                   | 19 juin 1980                           | 186    | 76    | Attaquant                    | Étoile du Sahel              |
| 12                                     | Anouer Taouerghi                       | 17 août 1983                           | 178    | 76    | Libero                       | Club sfaxien                 |
| 14                                     | Bilel Ben Hassine                      | 22 juin 1983                           | 201    | 90    | Central                      | Club sfaxien                 |
| 15                                     | Mehdi Gara (en)                        | 1er mars 1981                          | 189    | 78    | Attaquant                    | CO Kélibia                   |
| 18                                     | Hosni Karamosli (en)                   | 1er juin 1980                          | 197    | 82    | Attaquant                    | Club sfaxien                 |
|                                        |                                        |                                        |        |       |                              |                              |
| Encadrement technique                  | Encadrement technique                  |                                        |        |       | Légende                      | Légende                      |
| Entraîneur : Veljko Basić              | Entraîneur : Veljko Basić              | Entraîneur : Veljko Basić              |        |       | : Capitaine                  | : Capitaine                  |
| Entraîneur(s) adjoint(s) : Atef Loukil | Entraîneur(s) adjoint(s) : Atef Loukil | Entraîneur(s) adjoint(s) : Atef Loukil |        |       | : Joueur blessé actuellement | : Joueur blessé actuellement |
| Manager général : Belhassen Boukhtioua |                                        |                                        |        |       |                              |                              |

## Équipe des moins de 19 ans
L'équipe de Tunisie des moins de 19 ans dispute à Beyrouth le championnat arabe privée de deux de ses meilleurs éléments: Ibrahim Besbes et Mahdi Sammoud pour plusieurs raisons. L'équipe trébuche au début de la compétition face au l'Égypte vice-championne d'Afrique mais elle décroche sa qualification  en battant difficilement le Yémen au dernier match des poules. Au dernier carré de la compétition, l'équipe ne trouve aucune difficulté à battre l'Arabie saoudite et l'Égypte, elle remporte ainsi son troisième titre. Un mois plus tard, les poulains de Lotfi Ben Slimane (en) disputent le championnat du monde en Italie. Ils réussissent à passer le premier avec deux victoires contre le Porto Rico et l'Égypte et une petite défaite au tie-break face aux hôtes italiens. Il s'agit de la première qualification de la Tunisie depuis 2001. Au second tour, l'équipe ne réussit qu'un match sur trois, elle dispute ainsi deux matchs de classement: victoire face à l'Italie et défaite contre l'Espagne. À l'issue de cette compétition, l'équipe prend une sixième place historique et son meilleur attaquant Ibrahim Besbes termine troisième au classement des meilleurs marqueurs.

### Matchs
| Date               | Lieu                                    | Adversaire      | Score                               | Durée  | Compétition | Meilleur marqueur              | Référence |
| 25 juillet 2009    | Ghazir Club Hall Beyrouth               | Qatar           | 3-0 (25-20 25-14 25-11)             | -      | CAPT        | -                              |           |
| 26 juillet 2009    | Ghazir Club Hall Beyrouth               | Égypte          | 1-3 (25-17 23-25 17-25 26-28)       | -      | CAPT        | -                              |           |
| 27 juillet 2009    | Ghazir Club Hall Beyrouth               | Algérie         | 3-0 (25-19 25-20 25-22)             | -      | CAPT        | -                              |           |
| 28 juillet 2009    | Ghazir Club Hall Beyrouth               | Syrie           | 3-0 (25-17 25-19 25-21)             | -      | CAPT        | -                              |           |
| 29 juillet 2009    | Ghazir Club Hall Beyrouth               | Yémen           | 3-1 (23-25 25-17 25-20 25-22)       | -      | CAPT        | -                              |           |
| 31 juillet 2009    | Ghazir Club Hall Beyrouth               | Arabie saoudite | 3-0 (25-21 25-18 25-23)             | -      | CADF        | -                              |           |
| 1er août 2009      | Ghazir Club Hall Beyrouth               | Égypte          | 3-0 (25-17 25-19 25-18)             | -      | CAF         | -                              | must      |
| 28 août 2009       | Palasport di Bassano Bassano del Grappa | Porto Rico      | 3-1 (25-11 22-25 25-16 25-14)       | 1 h 39 | CHMPT       | Ibrahim Besbes (17)            | FIVB      |
| 29 août 2009       | Palasport di Bassano Bassano del Grappa | Italie          | 2-3 (17-25 25-20 18-25 25-23 13-15) | 2 h 10 | CHMPT       | Ibrahim Besbes (23)            | FIVB      |
| 30 août 2009       | Palasport di Bassano Bassano del Grappa | Égypte          | 3-1 (25-22 23-25 25-23 25-20)       | 1 h 51 | CHMPT       | Ibrahim Besbes (24)            | FIVB      |
| 1er septembre 2009 | Palazzo del Turismo (it) Jesolo         | Russie          | 0-3 (18-25 20-25 20-25)             | 1 h 11 | CHMDT       | Mohamed Ali Ben Othmen (10)    | FIVB      |
| 2 septembre 2009   | Palazzo del Turismo (it) Jesolo         | Iran            | 1-3 (16-25 25-21 18-25 13-25)       | 1 h 40 | CHMDT       | Ibrahim Besbes (20)            | FIVB      |
| 3 septembre 2009   | Palazzo del Turismo (it) Jesolo         | Espagne         | 3-2 (25-21 19-25 25-23 16-25 16-14) | 2 h 10 | CHMDT       | Ibrahim Besbes (22)            | FIVB      |
| 5 septembre 2009   | Palazzo del Turismo (it) Jesolo         | Italie          | 3-1 (24-26 25-20 25-18 25-15)       | 1 h 34 | CHMMdc      | Ibrahim Besbes (25)            | FIVB      |
| 6 septembre 2009   | Palazzo del Turismo (it) Jesolo         | Espagne         | 1-3 (15-25 15-25 25-23 18-25)       | 1 h 34 | CHMMdc      | Mohamed Arbi Ben Abdallah (16) | FIVB      |
| 27 décembre 2009   | Polideportivo San José Guadalajara      | Bulgarie        | 1-3 (25-21 21-25 22-25 22-25)       | -      | TNPT        | -                              | RFEVB     |
| 28 décembre 2009   | Polideportivo San José Guadalajara      | Espagne         | 0-3 (18-25 26-28 15-25)             | -      | TNPT        | -                              | RFEVB     |
| 28 décembre 2009   | Polideportivo San José Guadalajara      | Espagne U19     | 3-0 (25-12 25-19 25-12)             | -      | TNPT        | -                              | RFEVB     |
| 29 décembre 2009   | Polideportivo San José Guadalajara      | Portugal        | 3-0 (25-15 25-11 25-14)             | -      | TNPT        | -                              | RFEVB     |
| 29 décembre 2009   | Polideportivo San José Guadalajara      | Portugal        | 3-0 (25-23 25-15 25-22)             | -      | TN3e        | -                              | RFEVB     |
| 30 décembre 2009   | Polideportivo San José Guadalajara      | Guadalajara VB  | 3-0                                 | -      | A           | -                              |           |

CA : match du championnat arabe des moins de 19 ans 2009.
TN : match du tournoi international de Navidad.
CHM : match du championnat du monde des moins de 19 ans 2009
PTPremier tour
DTDeuxième tour
DFDemi-finale
3eMatch pour la 3e place
FFinale
MdcMatch de classement (5 à 8)

### Sélection pour lechampionnat arabe des moins de 19 ans2009
| No                                         | Nom                                        | Date de naissance                          | Taille | Poids | Poste                        | Club                         |
| ------------------------------------------ | ------------------------------------------ | ------------------------------------------ | ------ | ----- | ---------------------------- | ---------------------------- |
| 1                                          | Hatem Obba                                 | 21 mai 1991                                | 184    | 64    | Passeur                      | Espérance de Tunis           |
| 3                                          | Khalil Bouazizi                            | 3 juillet 1992                             | 190    | 77    |                              | Club sfaxien                 |
| 5                                          | Houssem Eddine Zoghlami                    | 9 septembre 1991                           | 192    | 74    |                              | Espérance de Tunis           |
| 7                                          | Mohamed Arbi Ben Abdallah                  | 3 janvier 1991                             | 194    | 91    | Attaquant                    | Club sfaxien                 |
| 8                                          | Racem Siala                                | 28 janvier 1991                            | 189    | 79    | Attaquant                    | Club sfaxien                 |
| 9                                          | Omar Agrebi                                | 26 août 1992                               | 205    | 73    | Central                      | Club sfaxien                 |
| 11                                         | Mohamed Ayech (en)                         | 31 mars 1991                               | 198    | 83    | Central                      | Étoile du Sahel              |
| 12                                         | Ousama Mrika                               | 17 mai 1993                                | 189    | 72    |                              | Club olympique de Kélibia    |
| 13                                         | Mohamed Ali Ben Othmen Miladi              | 12 mai 1991                                | 187    | 67    | Réceptionneur-attaquant      | Aigle sportif d'El Haouaria  |
| 16                                         | Saddem Hmissi                              | 16 février 1991                            | 184    | 72    | Libero                       | Aigle sportif d'El Haouaria  |
| 999                                        | Mohamed Ali Hchaichi                       | 21 juin 1991                               | 184    | 82    |                              | Aigle sportif d'El Haouaria  |
| 19                                         | Amine Ben Bey                              | 12 mars 1992                               | 192    | 81    |                              | US transports de Sfax        |
|                                            |                                            |                                            |        |       |                              |                              |
| Encadrement technique                      | Encadrement technique                      |                                            |        |       | Légende                      | Légende                      |
| Entraîneur : Lotfi Ben Slimane (en)        | Entraîneur : Lotfi Ben Slimane (en)        | Entraîneur : Lotfi Ben Slimane (en)        |        |       | : Capitaine                  | : Capitaine                  |
| Entraîneur(s) adjoint(s) : Rached Ben Krid | Entraîneur(s) adjoint(s) : Rached Ben Krid | Entraîneur(s) adjoint(s) : Rached Ben Krid |        |       | : Joueur blessé actuellement | : Joueur blessé actuellement |

### Sélection pour lechampionnat du monde des moins de 19 ans 2009
| No                                         | Nom                                        | Date de naissance                          | Taille | Poids | Poste                        | Club                         |
| ------------------------------------------ | ------------------------------------------ | ------------------------------------------ | ------ | ----- | ---------------------------- | ---------------------------- |
| 1                                          | Hatem Obba                                 | 21 mai 1991                                | 184    | 64    | Passeur                      | Espérance de Tunis           |
| 3                                          | Khalil Bouazizi                            | 3 juillet 1992                             | 190    | 77    |                              | Club sfaxien                 |
| 7                                          | Mohamed Arbi Ben Abdallah                  | 3 janvier 1991                             | 194    | 91    | Attaquant                    | Club sfaxien                 |
| 8                                          | Racem Siala                                | 28 janvier 1991                            | 189    | 79    | Attaquant                    | Club sfaxien                 |
| 9                                          | Omar Agrebi                                | 26 août 1992                               | 205    | 73    | Central                      | Club sfaxien                 |
| 11                                         | Mohamed Ayech (en)                         | 31 mars 1991                               | 198    | 83    | Central                      | Étoile du Sahel              |
| 13                                         | Mohamed Ali Ben Othmen Miladi              | 12 mai 1991                                | 187    | 67    | Réceptionneur-attaquant      | Aigle sportif d'El Haouaria  |
| 15                                         | Mahdi Sammoud                              | 22 mars 1991                               | 188    | 85    | Passeur                      | Aigle sportif d'El Haouaria  |
| 16                                         | Saddem Hmissi                              | 16 février 1991                            | 184    | 72    | Libero                       | Aigle sportif d'El Haouaria  |
| 17                                         | Bahri Messaoud (en)                        | 21 juin 1991                               | 184    | 82    | Libero                       | Club olympique de Kélibia    |
| 18                                         | Ibrahim Besbes                             | 19 octobre 1991                            | 185    | 82    | Attaquant                    | Club sfaxien                 |
| 19                                         | Amine Ben Bey                              | 12 mars 1992                               | 192    | 81    |                              | US transports de Sfax        |
|                                            |                                            |                                            |        |       |                              |                              |
| Encadrement technique                      | Encadrement technique                      |                                            |        |       | Légende                      | Légende                      |
| Entraîneur : Lotfi Ben Slimane (en)        | Entraîneur : Lotfi Ben Slimane (en)        | Entraîneur : Lotfi Ben Slimane (en)        |        |       | : Capitaine                  | : Capitaine                  |
| Entraîneur(s) adjoint(s) : Rached Ben Krid | Entraîneur(s) adjoint(s) : Rached Ben Krid | Entraîneur(s) adjoint(s) : Rached Ben Krid |        |       | : Joueur blessé actuellement | : Joueur blessé actuellement |
| Manager général : Imed Miladi              |                                            |                                            |        |       |                              |                              |